# Negotino
För andra betydelser, se Negotino (olika betydelser).
Negotino (makedonska: Неготино [nɛˈɡɔtinɔ] lyssna (fil)) är en stad i kommunen Negotino i södra Nordmakedonien. Staden ligger vid floden Vardar, på ungefär 150 meters höjd över havet. Negotino hade 12 488 invånare vid folkräkningen år 2021.
Bosättningar i området har funnit sedan antiken. Mellan år 278 och 242 f.Kr. grundades en stad i området av kung Antigonos II Gonatas, med namnet Antigoneia. Antigoneia var beläget vid nuvarande Gradiste, nära Negotinos järnvägsstation. Den gamla staden blev kvar till 1000-talet, när den förstördes vid en jordbävning som drabbade större delarna av Makedonien.
Av invånarna i Negotino är 97,21 % makedonier, 0,65 % turkar, 0,64 % romer och 0,63 % serber (2021).